# Erythrus fruhstorferi
Erythrus fruhstorferi är en skalbaggsart som beskrevs av Maurice Pic 1943. Erythrus fruhstorferi ingår i släktet Erythrus och familjen långhorningar. Inga underarter finns listade i Catalogue of Life.